# كلود ديفيس
كلود ديفيس (بالإنجليزية: Claude Davis)‏ (و. 1979  م) هو لاعب كرة قدم، من جامايكا، ولد في كينغستون، يلعب كمُدَافِع.

## روابط خارجية
- كلود ديفيس على موقع قاعدة بيانات كرة القدم.إي يو (الإنجليزية)
- كلود ديفيس على موقع ناشيونال فوتبول تيمز (الإنجليزية)
- كلود ديفيس على موقع Soccerbase.com (لاعب) (الإنجليزية)
- كلود ديفيس على موقع عالم كرة القدم.نت (الإنجليزية)